# Clepsydrops
Clepsydrops — це вимерлий рід примітивних синапсидів раннього пізнього карбону, який був споріднений Archaeothyris. Назва означає «схожий на пісочний годинник» (грец. klepsydra = «пісочний годинник» + грец. ops = «око, обличчя, вигляд»).
Синапсиди — група (або клада), яка включає ссавців, але цей термін в основному використовується для позначення її найдавніших членів. Як і багато інших ранніх наземних амніот, він, ймовірно, харчувався комахами та меншими тваринами. Ймовірно, він відклав яйця на суші, а не у воді, як це робили більшість чотириногих амніот.
Палебіологічна модель висновку для стегнової кістки передбачає наземний спосіб життя Clepsydrops, як і для його пізнішого родича Ophiacodon. Це узгоджується з його досить тонкою, компактною корою. Його щелепи були трохи розвиненішими, ніж у інших ранніх чотириногих амніот, таких як Paleothyris і Hylonomus.